# Mesones de Isuela
Mesones de Isuela è un comune spagnolo di 350 abitanti situato nella comunità autonoma dell'Aragona.